# 蜜腺杜鹃
蜜腺杜鹃（学名：Rhododendron populare）为杜鹃花科杜鹃花属下的一个种。

## 扩展阅读
維基物種上的相關：蜜腺杜鹃